# 일반화 (논리학)
일반화 정리(generalization theorem, 一般化定理)는 수리논리학의 정리로서, 일차 논리학에서 추론규칙 중 하나인 일반화(generalization)가 성립함을 보장해 주는 정리이다. 이 정리는 어떤 논리식들의 집합 G와 논리식 p에 대해 다음과 같이 쓸 수 있다.
- 만약 {\displaystyle G\vdash p} 이고 변수 x가 G의 어느 논리식에서도 자유변수가 아니면, {\displaystyle G\vdash \forall x(p)}이다.

이 정리는 추론규칙으로서 자명하게 받아들여지기도 하나, 엄밀하게 말해서는 증명해야 하는 것이다. 증명은 건전성 정리의 경우와 유사하게, 경우를 다음 셋으로 나누어 귀납법에 의하여 하면 된다.
1. p가 논리적 공리인 경우.
2. p가 G의 원소인 경우.
3. 어떤 논리식 q가 존재해서 전건긍정식에 의해 {\displaystyle q\rightarrow p} 인 경우.

## 같이 보기
- 1차 논리
- 성급한 일반화

## 참고 문헌
- Herbert B. Enderton (2002), A mathematical introduction to logic, Academic Press(Elsevier)